# Fiona Banner
Pour les articles homonymes, voir Banner.
Fiona Banner, née le 23 juin 1966 à Liverpool dans le comté métropolitain de Merseyside en Angleterre, est une artiste contemporaine britannique.  

## Biographie

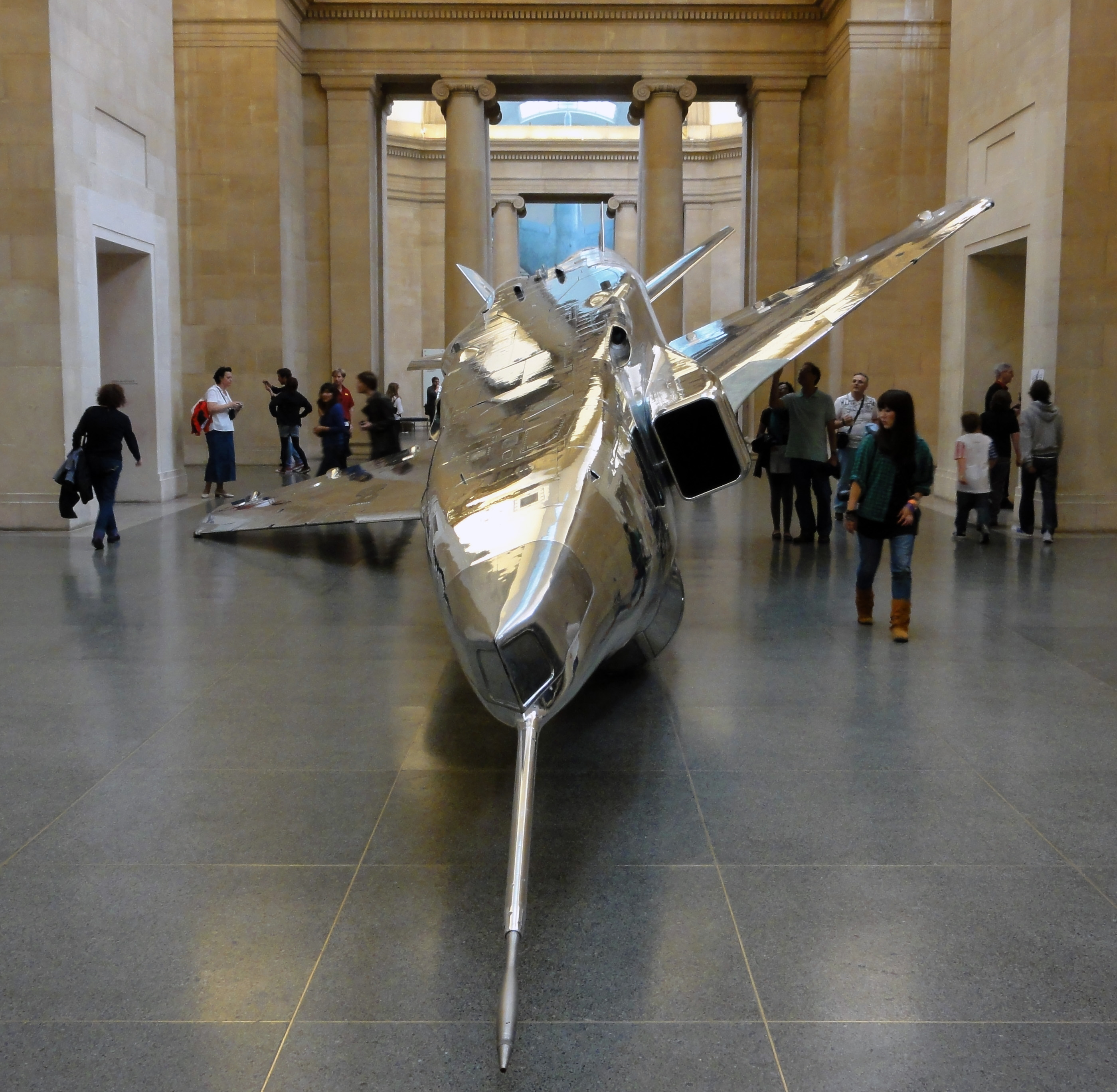
Exposition en 2010 au Tate Britain d'un ancien SEPECAT Jaguar de la Royal Air Force installé par Fiona Banner.

Fiona Banner naît le 23 juin 1966 à Liverpool, dans le Merseyside dans l'Angleterre du Nord-Ouest. Elle étudie à l'université Kingston et termine sa maîtrise au Goldsmiths College en 1993. L'année suivante, elle tient sa première exposition solo au City Racing (en).
En 1995, elle est incluse dans General Release: Young British Artists tenue à la XLVIe Biennale de Venise. Elle est une des "noms clés", avec Jake et Dinos Chapman, Gary Hume, Sam Taylor-Wood, Tacita Dean et Douglas Gordon, du Young British Artists,,,.